# Dorand AR
Il Dorand AR.1 era un aereo da ricognizione francese, biplano e biposto, utilizzato dall'Aeronautica militare francese, dalle Forze americane di spedizione in Europa e, in piccolo numero, dall'Aviazione militare serba nel corso della prima guerra mondiale.

## Storia del progetto
Progettato dal capitano Georges Lepère del Service technique de l'aéronautique (STAé) per sostituire l'obsolescente Farman F.40 a configurazione spingente.
La serie Dorand AR era costituita da biplani da ricognizione a due posti che prendono il nome dal direttore dello STAé, il tenente colonnello Dorand. Erano caratterizzati da ali a due alloggiamenti sfalsati all'indietro e superfici di coda angolari e mobili. Il pilota sedeva sotto il bordo d'attacco dell'ala superiore, con la postazione dell'osservatore che si trovava sotto il bordo di uscita; in entrambi, i bordi d'uscita delle ali erano sagomati con un incavo destinato a migliorare il campo visivo dell'osservatore. Piuttosto insolitamente, all'epoca, per un biplano monomotore a configurazione traente, l'ala inferiore non era direttamente attaccata alla fusoliera, ma alquanto al di sotto di essa, sostenuta da montanti.
La produzione di questi velivoli iniziò nello stabilimento statale francese del Service technique de l'aéronautique a Chalais-Meudon, vicino a Parigi, dopo che le prove di volo erano state completate nell'autunno del 1916.

## Impiego operativo
Il modello, sia nella variante AR.1 che nell'AR.2, iniziò ad entrare in servizio nei primi mesi del 1917. La prima delle tredici squadriglie Dorand sul fronte occidentale ricevette gli aerei nella primavera del 1917. Cinque altre squadriglie francesi usarono questo tipo sul fronte italiano; tra queste l'Escadrille 44 li ricevette nel giugno 1917 usandoli fino all'11 aprile 1918, l'Escadrille 22 li impiegò da luglio 1917 fino al 18 maggio 1918, la Escadrille 14 li utilizzò dal settembre 1917 fino ad aprile 1918 e la Escadrille AR 254 che alla metà di dicembre 1917 era in formazione all'Aeroporto di Ghedi ed alla fine di marzo 1918 era a Nove (Italia). Dall'inizio del 1918 questi aerei furono ritirati dalle unità di combattimento.
Nel 1917 le American Expeditionary Forces ordinarono le variante con motore Renault del Dorand; il primo dei 22 AR.1 fu consegnato nel dicembre 1917 e, più tardi, il primo di 120 AR.2 ricevuto a febbraio. Gli americani vi operarono sul fronte occidentale nella prima metà del 1918, fino a sostituirli con il Salmson 2. Dopo essere stati ritirati dai compiti di combattimento, gli esemplari superstiti furono usati come istruttori.
Un piccolo numero di Dorand AR.1 fu anche fornito al Regno di Serbia, che operò con questi aerei in quattro squadriglie dall'aprile 1918 in poi.
Mentre i Dorand AR non ebbero una carriera particolarmente distinta nel servizio francese o statunitense, avendo prestazioni piuttosto mediocri per un aereo da ricognizione diurno e soffrendo di scarsa priorità per le forniture di motori, è una testimonianza della solidità generale del progetto che, dopo la guerra, molti AR.1 e AR.2 sono comparsi nel registro civile francese, per essere usati come trasporti a 2/3 passeggeri da compagnie come la Compagnie Aérienne Française e il Réseau Aérien Transafricain. Alcuni utenti privati trovarono l'aereo utile anche per i voli di allenamento e svago.

## Varianti
- AR.1 A.2 160: versione di prima produzione alimentata da un motore Renault 8Gd da 120 chilowatt (160 CV)
- AR.1 A.2 200: versione di produzione media alimentata da un motore Renault 8Gdy da 150 kW (200 CV)
- AR.1 A.2 190: versione di produzione finale alimentata da un motore Renault 8Gd da 140 kW (190 CV)
- ARL.1, A.2., AR.1: modificati con un motore Lorraine-Dietrich da 180 kW (240 CV)
- AR.2, A.2: seconda versione di produzione alimentata da un motore Renault 8Ge da 148 kW (201 CV)
- ARL.2, A.2., AR.2: modificati con un motore Lorraine-Dietrich da 180 kW (240 CV)

L'AR.1 e l'ARL.1 avevano un'apertura alare di 13,27 m e usavano radiatori frontali, mentre l'AR.2 e l'ARL.2 erano aerei leggermente più piccoli, con un'apertura alare di 12 m; l'area dell'ala era di soli 45 metri quadrati e radiatori nell'ala. Tutti questi tipi avevano aggiunto "A.2" ai loro nomi nel servizio francese, indicando che si trattava di velivoli da ricognizione a due posti.

## Velivoli comparabili
- Royal Aircraft Factory R.E.8
- Albatros C.VII

### Riviste
- (EN) Colin Owers, The French AR Biplanes, in Windsock International, Volume 6, No.5, Sept-Oct 1990.
- (EN) Colin Owers, The French AR Biplanes, in Windsock International, Volume 7, No.1, Jan-Feb 1991.